# Lázbérci-víztározó
A Lázbérci-víztározó Észak-Magyarország egyik legnagyobb víztározója, melyet a Bán-patak felduzzasztásával azért hoztak létre, hogy biztosítsa a Sajó-völgyi iparvidék (Ózd és Kazincbarcika) vízszükségletét, valamint ellássa a környező településeket ivóvízzel. A 6,2 millió m³ víztömegű mesterséges tó fontos szerepet játszik a környék életében. Területe az 1975-ben létrehozott Lázbérci Tájvédelmi Körzet része, amely Észak-Magyarország első ilyen védettségű tájegysége.

## Építése

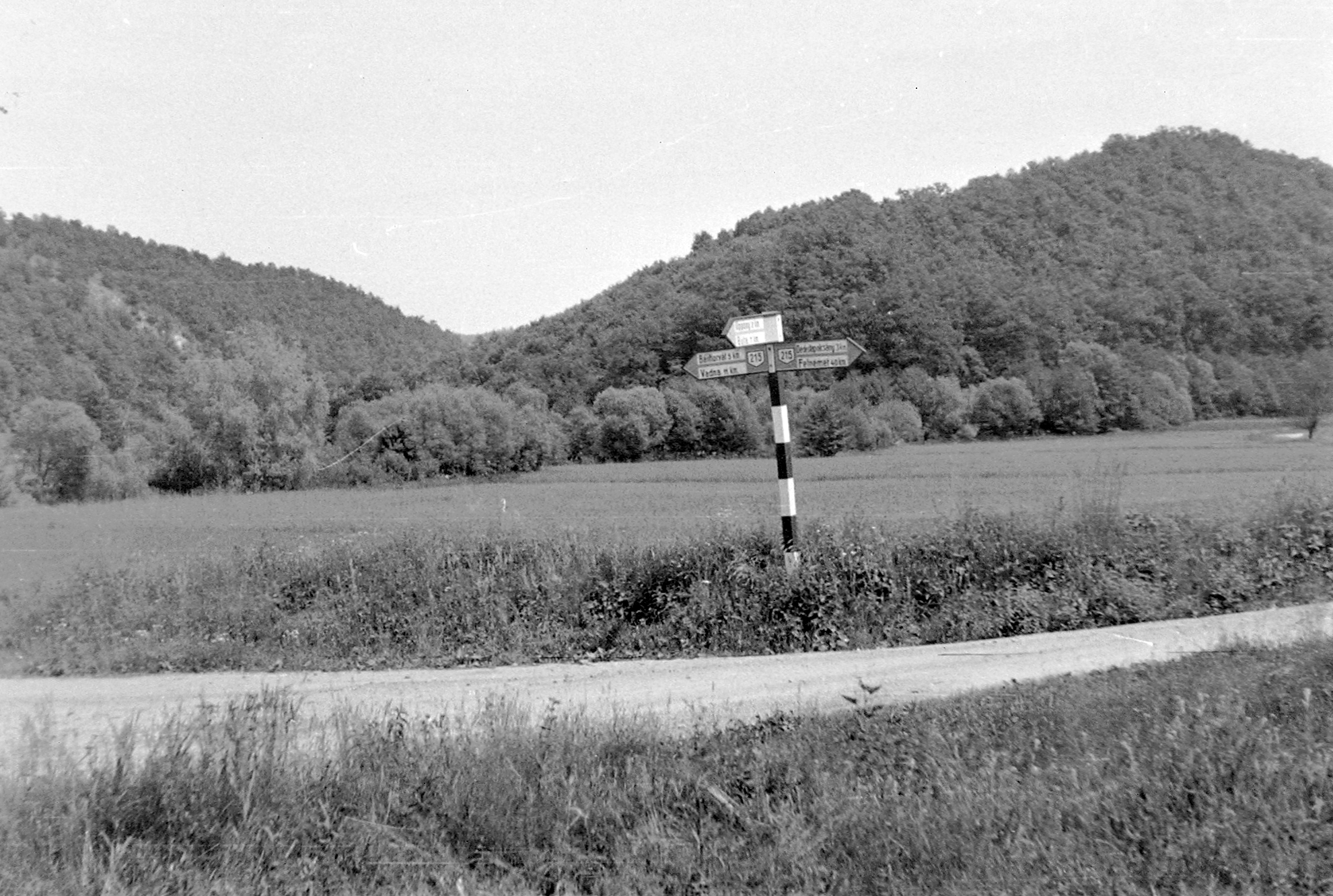
A 2524-es és a 2506-os út hajdanvolt csatlakozása 1955-ben. A 2506-os út akkoriban még főút volt, 215-ös számon. A képen látható sík területet manapság a Lázbérci-víztározó vize borítja.

A tározó építési munkálatai 1967-ben kezdődtek. A meder kialakításával egyidőben zajlott a 170 méter talpszélességű, 250 méter hosszú, 19 méter magas völgyzárógát létesítése, melyhez 250 ezer köbméter földet mozgattak meg. A gát víz felőli oldalának 10 ezer négyzetméternyi felületét 120 ezer betonlappal burkolták. A 22 méter magas vízkivételi toronyrendszer felépítésére, az árapasztó berendezés szerelésére és a tározó feltöltésére 1969-ben került sor. Az 1970-től üzemszerűen működő tározóból a Bán-pataki tisztítóműn keresztül jut a tiszta ivóvíz a borsodi regionális vízműrendszerbe.
A tározó létesítése miatt a Dédestapolcsányt Bánhorvátival összekötő országútnak a Láz-bércet nagy kanyarral megkerülő Bán-völgyi szakasza és az Uppony felé kiágazó út víz alá került, ezért új utat kellett építeni a két település közötti hegygerincen át. A 4½ km-es új szakasz 1969 nyarára készült el. Dédestapolcsány és Uppony között ugyancsak a Láz-bérci völgyön keresztül lehetett közlekedni; a tározó miatt ez a kapcsolat megszűnt, a később létesített üzemi út – amely a kék jelzés mentén összeköti a két települést – a közforgalom elől le van zárva.

## Fekvése

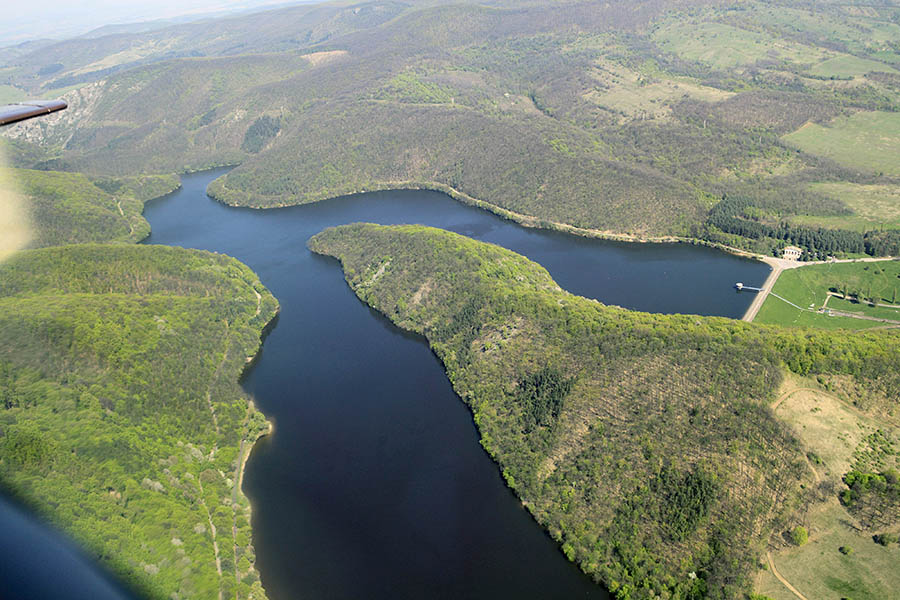
A Lázbérci-víztározó légi felvétele

Az Upponyi-hegységben lévő, festői szépségű, meredeken lefutó erdős hegyoldalakkal övezett, Y alakú mesterséges tó 77 hektáron terül el, Uppony és Dédestapolcsány között, az Upponyi-szoros folytatásában, a Bükki Nemzeti Parkhoz tartozó Lázbérci Tájvédelmi Körzet fokozottan védett területén, 200 méteres tengerszint feletti magasságban. A tározó Uppony felőli részén meredek sziklafalak, törmeléklejtők, továbbá barlangok (köztük az Upponyi 1. sz. kőfülke), valamint jellegzetes „kőgombák” láthatók.
Közigazgatásilag Borsod-Abaúj-Zemplén vármegye (az egykori Borsod vármegye) nyugati részén fekszik, közel Heves vármegye északkeleti csücskéhez. A Kazincbarcikai- és az Ózdi járáshoz tartozik.

## Vízgyűjtő területe
A Lázbérci-tározó 211,7 km²-nyi vízgyűjtőjén erednek az alábbi patakok: Bán, Baróc, Boroszló, Csernely, Eskerenna, Gizslír, Mehelycső, Nagyvölgyi, Sátai, Szána, Szilvás, Szalajka, Taró-völgyi és Úszó.

## Települések
A tározó közvetlen vonzáskörzetében lévő községek: Bánhorváti, Borsodbóta, Dédestapolcsány, Lénárddaróc, Mályinka, Nekézseny, Sáta, Uppony.

## Növényzet
A környező erdőket zömmel tölgyesek (csertölgy, kocsánytalan tölgy) és bükkösök alkotják. Gyakori a galagonya, a mezei juhar és az ostorménfa is. Az Upponyi-szoros északi (árnyékos) és déli (napsütötte) lejtőinek növényzete erősen eltér egymástól: előbbit erdős vegetáció, utóbbit sziklagyepek, kopárosok jellemzik, tájképileg hasonló látványt nyújtva, mint Erdélyben a Tordai-hasadék.

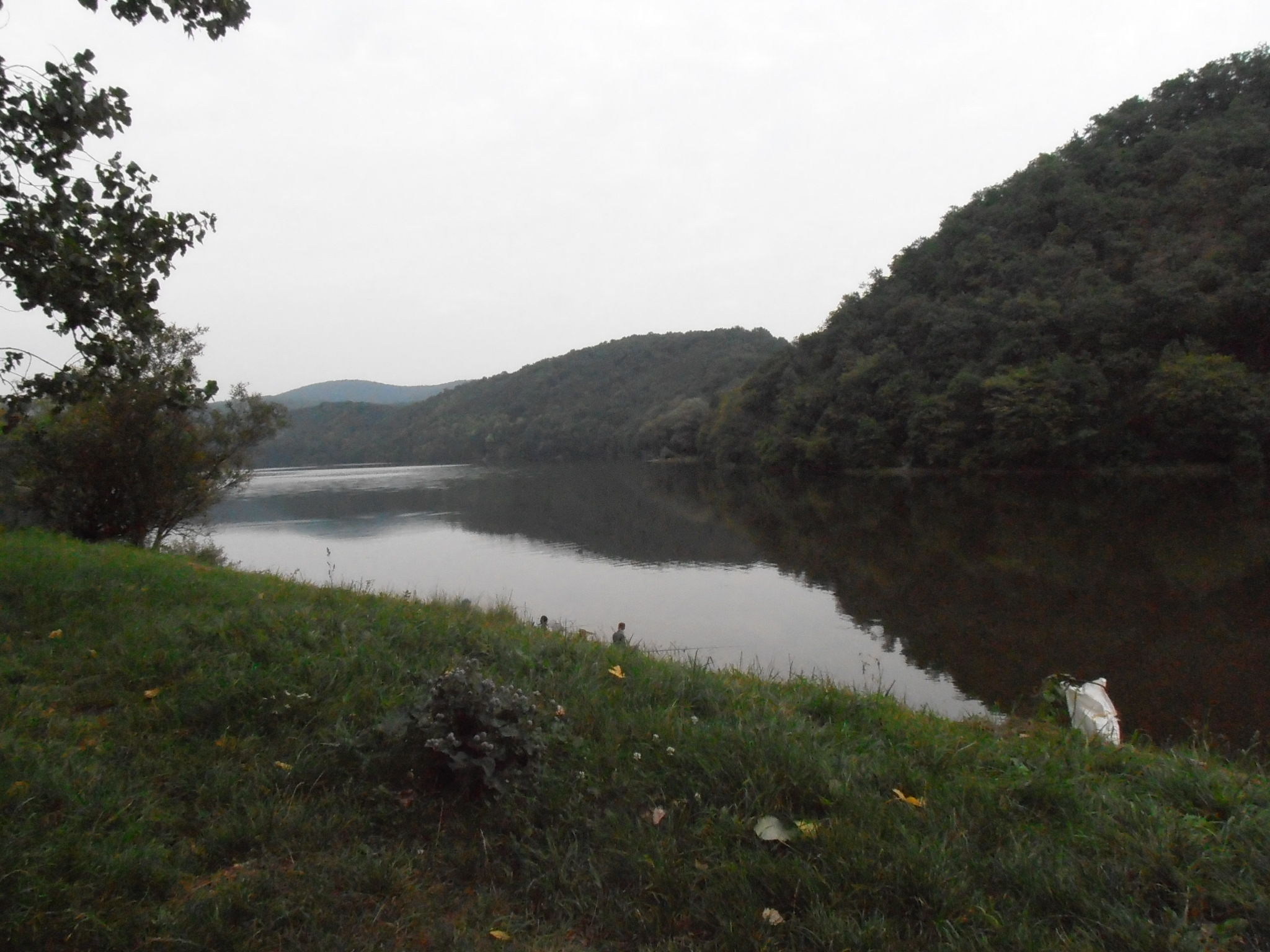
A tározó 2014 őszén

## Horgászat, halállomány
A tó mint rekreációs terület is közkedvelt, habár fürödni tilos benne, de a parti horgászat – engedélyhez kötve, szezonális és napszakos jelleggel – lehetséges. A tározóban jelentős állománya él a következő halfajoknak: ponty, amur, süllő, harcsa, keszeg, csuka, kősügér, compó, balin, busa, naphal.

### Horgászrekordok
amur: 22 kg

balin: 10,54 kg

busa: 80 kg (világrekord?)

csuka: 19,5 kg

harcsa: 50 kg

ponty: 18 kg

süllő: 9,8 kg[forrás?]